# 紐維爾 (加利福尼亞州)
紐維爾（英語：Newville）是位於美國加利福尼亞州格伦縣的一個非建制地區。該地的面積和人口皆未知。

## 地理
紐維爾的座標為39°47′28″N 122°31′42″W / 39.79111°N 122.52833°W，而該地的平均海拔高度為190米（即623英尺）。